# Bozorg Shīvand
Bozorg Shīvand är en ort i Iran.   Den ligger i provinsen Khuzestan, i den centrala delen av landet, 500 km söder om huvudstaden Teheran. Bozorg Shīvand ligger 919 meter över havet och antalet invånare är 327.
Terrängen runt Bozorg Shīvand är huvudsakligen bergig, men åt nordost är den kuperad. Bozorg Shīvand ligger nere i en dal. Runt Bozorg Shīvand är det ganska tätbefolkat, med 54 invånare per kvadratkilometer. Närmaste större samhälle är Dehdez, 11,2 km nordost om Bozorg Shīvand. Omgivningarna runt Bozorg Shīvand är i huvudsak ett öppet busklandskap.